# Paradelphomyia (Oxyrhiza) oaxacensis
Paradelphomyia (Oxyrhiza) oaxacensis is een tweevleugelige uit de familie steltmuggen (Limoniidae). De soort komt voor in het Neotropisch gebied.